# 雙特
雙特是足球術語，意指英格蘭足球的兩名中場中，謝拉特和林柏特。由於兩人在全盛時期均是其所屬球會（分別為利物浦和車路士）的頂級中場，因此亦理所當然成為國家隊的重心人物。由於兩人的風格類似，兩人的工作不時重疊，英格蘭國家隊的領隊時常為「雙特」問題煩惱，若只派出其中一人則對另一人不公平，但若安排兩人同時上陣，卻減低了球隊的效率。這個問題一直存在，直至2014年，林柏特宣布退出國家隊之後，由謝拉特領軍，但高峰已卻下，英格蘭的表現亦未如理想。總括而言，兩人同時為國家隊重心的英格蘭隊，成績未如人意。

## 兩人同時為重心的大賽
- 2006年世界盃足球賽：八強
- 2008年歐洲國家盃：外圍賽出局
- 2010年世界盃足球賽：十六強
- 2012年歐洲國家盃：八強